# هارفي باترسون
هارفي باترسون هو سياسي كندي، ولد في 12 سبتمبر 1924، وتوفي في 8 أبريل 2014.